# Salih Mahmoud Osman
Salih Mahmoud Osman (ur. 1957) – sudański adwokat, obrońca praw człowieka.

## Wyróżnienia
W 2007 roku został uhonorowany Nagrodą Sacharowa.